# لوران موراويك
لوران موراويك Laurent Murawiec
(ولد في باريس 1951 ، توفي في واشنطن 7 أكتوبر 2009)
باحث صهيوني، فرنسي، من مؤسسة راند. قام بإعداد تقرير مؤسسة راند في يوليو 2002م بتكليف من ريتشارد بيرل أحد أبرز رموز تيار المحافظين الجدد المسيطر على الإدارة الإمريكية، والموجه لسياستها.
ويصنف التقرير الذي أعده بأن المملكة العربية السعودية عدو للولايات المتحدة الأمريكية، ودعا إلى تقسيمها، وإلى احتلال آبار النفط فيها، واستثمارها من قبل الولايات المتحدة.
كما دعا إلى مصادرة أرصدتها في البنوك الأمريكية؛ بسبب ضلوعها في الإرهاب، حسب ما جاء في التقرير الذي أعده.